# Àcid 4-cloroindolacètic
L'àcid cloroindolacètic o àcid 4-cloroindolacètic (en anglès:4-Chloroindole-3-acetic acid) (4-Cl-IAA) és una fitohormona naturalis a natural. Químicament és una auxina i un derivat clorat de l'auxina més comuna, l'àcid indolacètic (IAA). L'àcid 4-cloroindolacètic es troba a les llavors d'un gran nombre de plantes, particularment en lleguminoses com els pèsols i les faves. S'ha fet la hipòtesi que l'àcid 4-cloroindolacètic podria ser la "hormona de la mort" que les llavors en maduració utilitzarien per activar la mort de la planta parental mitjançant la mobilització dels nutrients que seran emmagatzemats dins les llavors.